# Helléan
Helléan (bret. Helean) – miejscowość i gmina we Francji, w regionie Bretania, w departamencie Morbihan.
Według danych na rok 1990 gminę zamieszkiwało 277 osób, a gęstość zaludnienia wynosiła 35 osób/km² (wśród 1269 gmin Bretanii Helléan plasuje się na 955. miejscu pod względem liczby ludności, natomiast pod względem powierzchni na miejscu 913.).